# Donna Leslie
Pour les articles homonymes, voir Leslie.
Donna Leslie, née en 1981, est une nageuse sud-africaine.

## Carrière
Donna Leslie remporte la médaille d'or du 200 mètres nage libre, du 400 mètres nage libre et du 800 mètres nage libre aux Championnats d'Afrique de natation 1998 à Nairobi. 